# Ocean Drive (album)
Ocean Drive er debutalbummet fra den britiske musikduo Lighthouse Family. Det blev udgivet i 1995 via Wildcard / Polydor Records.
Albummet havde én single der nåede i top 10 på UK Singles Chart ("Lifted") og yderligere 3 kom i top 20 ("Ocean Drive", "Goodbye Heartbreak" og "Loving Every Minute"). Albummet tilbragte 175 uger på UK Albums Chart, og det solgte 6-dobbelt platin med over 1,8 millioner solgte eksemplarer.

## Spor
| #   | Titel                  | Længde |
| --- | ---------------------- | ------ |
| 1.  | "Lifted"               | 4:31   |
| 2.  | "Heavenly"             | 3:47   |
| 3.  | "Loving Every Minute"  | 4:10   |
| 4.  | "Ocean Drive"          | 3:48   |
| 5.  | "The Way You Are"      | 5:01   |
| 6.  | "Keep Remembering"     | 4:01   |
| 7.  | "Sweetest Operator"    | 4:03   |
| 8.  | "What Could Be Better" | 3:57   |
| 9.  | "Beautiful Night"      | 4:48   |
| 10. | "Goodbye Heartbreak"   | 4:11   |

| 11. | "Lifted" (Linslee Extended Mix)             | 4:00 |
| 12. | "Ocean Drive" (Linslee R&B Mix)             | 3:59 |
| 13. | "Goodbye Heartbreak" (Linslee Main Mix)     | 5:16 |
| 14. | "Loving Every Minute" (Cutfather & Joe Mix) | 4:16 |

| 11. | "Absolutely Everything" | 3:57 |

## Histlister
| Hitliste (1995–1997)          | Højeste placering |
| ----------------------------- | ----------------- |
| Tyskland (Offizielle Top 100) | 26                |
| Skotland (OCC)                |                   |
| Storbritannien (OCC)          | 3                 |

| Hitliste (1996)                    | Placering |
| ---------------------------------- | --------- |
| German Albums (Offizielle Top 100) | 97        |
| UK Albums (OCC)                    | 13        |
| Hitliste (1997)                    | Placering |
| UK Albums (OCC)                    | 11        |
| Hitliste (1998)                    | Placering |
| UK Albums (OCC)                    | 53        |